# Ergatettix undunotus
Ergatettix undunotus är en insektsart som beskrevs av Sigfrid Ingrisch 2001. Ergatettix undunotus ingår i släktet Ergatettix och familjen torngräshoppor. Inga underarter finns listade i Catalogue of Life.